# 525. pr. Kr.
◄ | 7. stoljeće pr. Kr. | 6. stoljeće pr. Kr. | 5. stoljeće pr. Kr. | ►
◄ | 550-ih pr. Kr. | 540-ih pr. Kr. | 530-ih pr. Kr. | 520-ih pr. Kr. | 510-ih pr. Kr. | 500-ih pr. Kr. | 490-ih pr. Kr. | ►
◄◄ | ◄ | 528. pr. Kr. | 527. pr. Kr. | 526. pr. Kr. | 525 pr. Kr. | 524. pr. Kr. | 523. pr. Kr. | 522. pr. Kr. | ► | ►►
Astronomija

## Događaji
- Darije I. postao kopljonoša perzijskom velikom kralju Kambizu II.
- Bitka kod Peluzija, između Egipta i Perzijskog Carstva – perzijski veliki kralj Kambiz II. pobjeđuje Psamtika III. i prihvaća titulu egipatskog faraona

## Rođenja
- Eshil (Αἰσχύλος) bio je veliki starogrčki dramatičar.

## Smrti
- Anaksimen, starogrčki filozof
- Psamtik III, posljednji faraon 26.dinastije